# Вольная борьба на летних Олимпийских играх 1932 — до 87 кг
Соревнования по вольной борьбе в рамках Олимпийских игр 1932 года в полутяжёлом весе (до 87 килограммов) прошли в Лос-Анджелесе с 1 по 3 августа 1932 года в Grand Olympic Auditorium.
Турнир проводился по системе с начислением штрафных баллов. За чистую победу штрафные баллы не начислялись, за победу по очкам борец получал один штрафной балл, за поражение — три штрафных балла. Борец, набравший пять штрафных баллов, из турнира выбывал. Тот круг, в котором число оставшихся борцов становилось меньше или равно количеству призовых мест, объявлялся финальным, и борцы, вышедшие в финал, проводили встречи между собой. В случае, если они уже встречались в предварительных встречах, такие результаты зачитывались. Схватка по регламенту турнира продолжалась 15 минут.
В полутяжёлом весе боролись всего 4 участника. Фаворитом соревнований был действующий олимпийский чемпион Туре Шёстедт. Однако в первой же встрече он был побеждён американцем, более известным игроком в американский футбол чем борцом, Питером Мерингером. Австралиец Эдди Скарф в первом круге победил чемпиона Канады Гарри Мэдисона (который и во втором круге потерпел поражение от Мерингера и выбыл). Скарф тоже во втором круге потерпел поражение от Шёстедта. Финальная встреча была между Мерингером и Скарфом, и в этой встрече Мерингер мог себе даже позволить проиграть по очкам, что его в любом случае оставляло на первом месте. Скарф же мог рассчитывать лишь на первое место — в случае чистой победы, — или на третье место при любом другом исходе. Но Мерингер выиграл по очкам у Скарфа, что принесло Мерингеру «золото», Шёстедту «серебро», а Скарф остался на третьем месте, став первым австралийцем, призёром Олимпийских игр по борьбе.

## Призовые места
- Питер Мерингер
- Туре Шёстедт
- Эдди Скарф

## Первый круг
| Штрафных баллов | Участник 1     | Результат    | Участник 2    | Штрафных баллов |
| --------------- | -------------- | ------------ | ------------- | --------------- |
| 0               | Питер Мерингер | Туше (13:37) | Туре Шёстедт  | 3               |
| 0               | Эдвард Скарф   | Туше (2:26)  | Гарри Мэдисон | 3               |

## Второй круг
| Штрафных баллов | Участник 1     | Результат    | Участник 2    | Штрафных баллов |
| --------------- | -------------- | ------------ | ------------- | --------------- |
| 4               | Туре Шёстедт   | По очкам     | Эдвард Скарф  | 3               |
| 0               | Питер Мерингер | Туше (14:44) | Гарри Мэдисон | 6               |

## Финал
| Штрафных баллов | Участник 1     | Результат | Участник 2   | Штрафных баллов |
| --------------- | -------------- | --------- | ------------ | --------------- |
| 1               | Питер Мерингер | По очкам  | Эдвард Скарф | 6               |